# Depokrejo (Kebumen)
Depokrejo is een bestuurslaag in het regentschap Kebumen van de provincie Midden-Java, Indonesië. Depokrejo telt 3101 inwoners (volkstelling 2010).